# Yass Valley
Yass Valley är en kommun i Australien. Den ligger i delstaten New South Wales, i den sydöstra delen av landet, omkring 240 kilometer sydväst om delstatshuvudstaden Sydney. Antalet invånare var 16 142 vid folkräkningen 2016.
Följande samhällen finns i Yass Valley:
- Yass
- Murrumbateman
- Gundaroo
- Binalong
- Bowning
- Bookham